# Strymon cestri
Strymon cestri is een vlinder uit de familie van de Lycaenidae. De wetenschappelijke naam van de soort werd als Thecla cestri in 1866 gepubliceerd door Reakirt.

## Synoniemen
- Thecla cydia Hewitson, 1874
- Thecla crossoea Hewitson, 1874
- Strymon chamiensis Salazar, Vélez & Johnson, 1997
- Strymon germana Austin & Johnson, 1997